# 新潟県立新発田病院
新潟県立新発田病院（にいがたけんりつ しばたびょういん）は、新潟県新発田市にある医療機関。「県立リウマチセンター」を併設している。

## 沿革

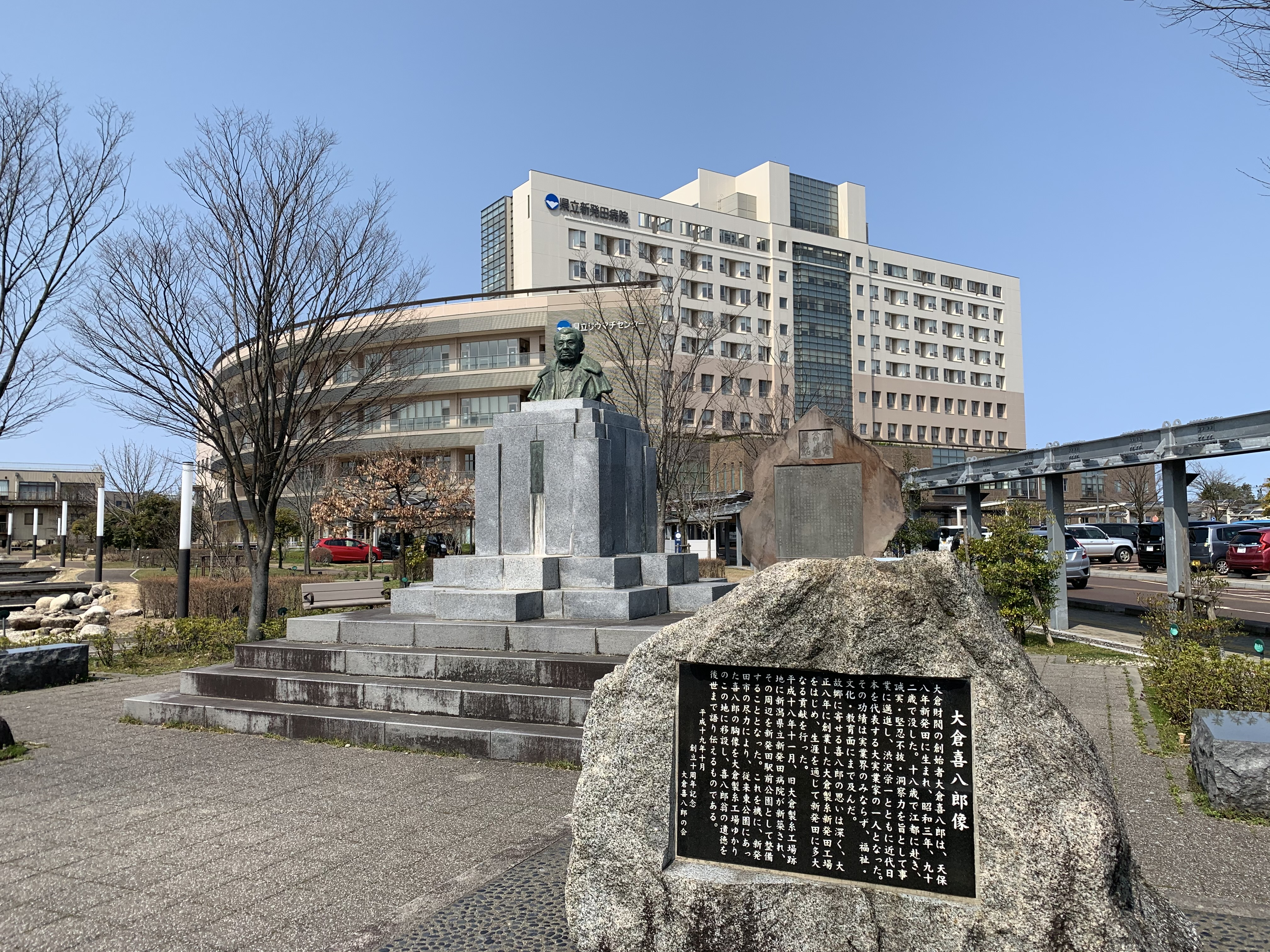
大倉喜八郎像

二の丸跡の旧建物（解体済み）

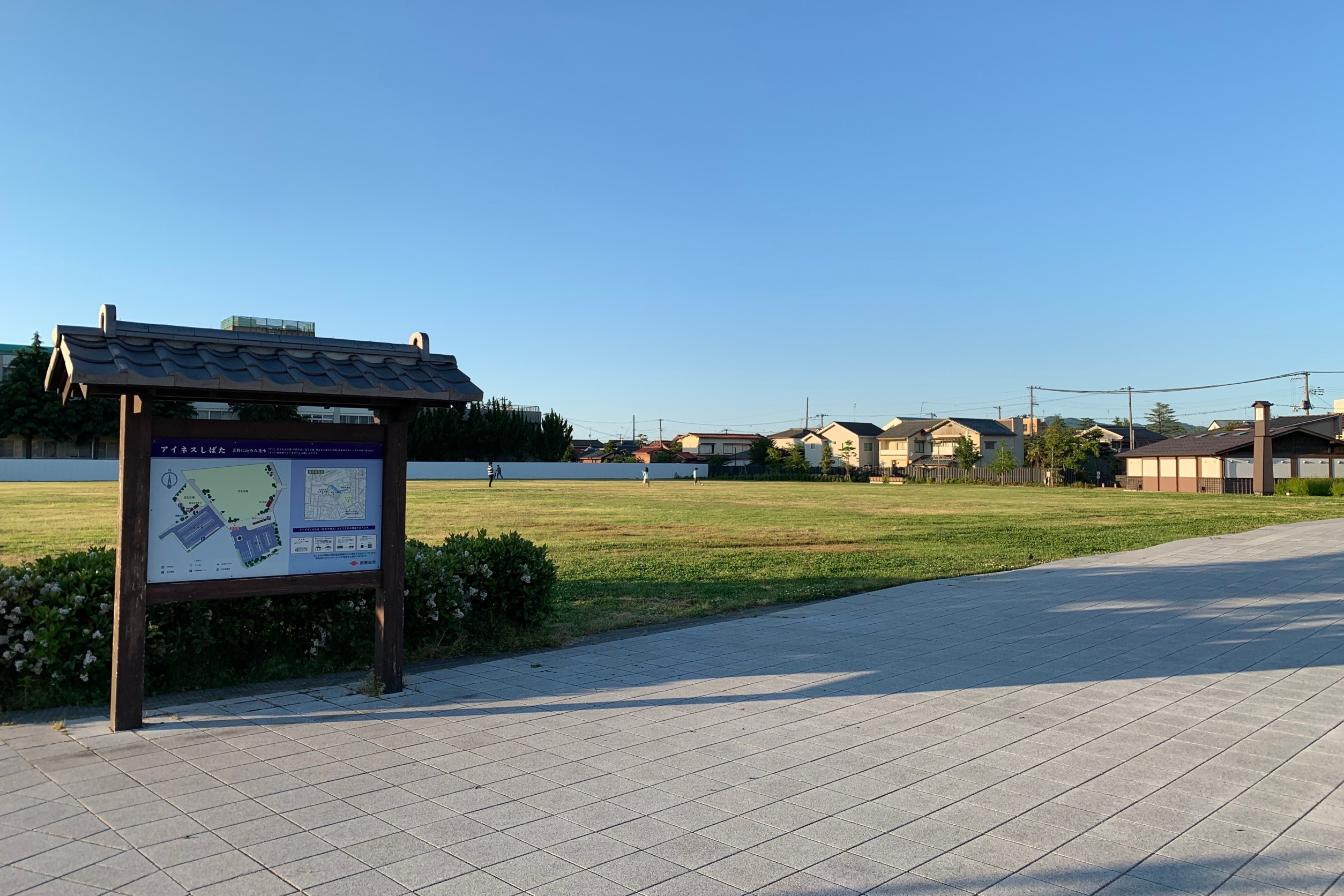
アイネスしばた 芝生広場

元々は新発田城二の丸跡に立地していたが、2006年に新発田駅前の旧大倉製糸工場跡への移転・新築が行われた。この際、元々村上市の瀬波病院に併設されていたリウマチセンターが併設された。また、病院の周りには「大倉記念公園（新発田駅前公園）」が整備され、市民の利用や災害時の避難場所としての機能ほか、患者の機能回復訓練への利用が想定されている。
移転後、旧病院の建物は解体され跡地は防災公園「アイネスしばた」として整備された。

### 年表
- 1885年（明治18年） - 陸軍衛戍病院として創立[2][6]。
- 1945年（昭和20年） - 国立新発田病院となる[6]。
- 1947年（昭和22年） - 昭和天皇の戦後巡幸。昭和天皇が患者を慰問[7]。
- 1953年（昭和28年） - 県へ移管。県立新発田二の丸病院となる[6]。
- 1959年（昭和34年） - 県立新発田病院と改称[6]。
- 2006年（平成18年）11月1日 - 駅前の現在地に移転[3]。

## 診療科
- 内科
- 循環器内科
- 小児科
- 外科
- 消化器外科
- 乳腺外科
- 整形外科
- 産婦人科
- 眼科
- 耳鼻咽喉科
- 皮膚科
- 泌尿器科
- 精神科
- 脳神経内科
- 放射線科
- 脳神経外科
- 麻酔科
- 呼吸器外科
- 心臓血管外科
- リハビリテーション科
- 救急科
- 歯科口腔外科
- 病理診断科

出典：

## 医療機関の指定・認定
| 災害拠点病院               | 新潟DMAT指定医療機関 |
| 臨床研修指定病院           | 地域医療支援病院     |
| 地域がん診療連携拠点病院   | エイズ治療拠点病院   |
| 第2種感染症指定医療機関    | 救命救急センター     |
| 地域周産期母子医療センター | 精神科救急医療機関   |
| DPC対象病院（標準病院群）  |                      |

## 交通アクセス
- JR新発田駅より徒歩5分。